# Lijst van burgemeesters van Schoterland
Dit is een lijst van burgemeesters van de voormalige Nederlandse gemeente Schoterland tot die gemeente in 1934 opgeheven werd en voor een groot deel opging in de nieuwe gemeente Heerenveen terwijl een ander deel opging in de gemeente Haskerland.
| Ambtsperiode | Naam burgemeester                       | Partij of stroming | Bijzonderheden                                             |
| ------------ | --------------------------------------- | ------------------ | ---------------------------------------------------------- |
| 1851 - 1872  | Anne (A.) Meinesz                       |                    | eerder burgemeester van Sloten (F)                         |
| 1872 - 1890  | mr. Hans Willem de Blocq van Scheltinga |                    | zoon van zijn naamgenoot, die grietman van Schoterland was |
| 1890 - 1901  | J.P. Engelman                           |                    | eerder burgemeester van Baarderadeel                       |
| 1901 - 1906  | L. Feits Gz.                            |                    |                                                            |
| 1906 - 1928  | Hebbe (H.) Hebbes                       |                    | eerder burgemeester van Zuidbroek (Gr) en Delfzijl         |
| 1928 - 1934  | Jochum (J.J.G.S.) Falkena               |                    | later burgemeester van Heerenveen                          |